# 島根県道307号波佐匹見線
島根県道307号波佐匹見線（しまねけんどう307ごう はざひきみせん）は、島根県浜田市から益田市に至る一般県道である。

## 概要
浜田市金城町波佐から益田市匹見町匹見に至る。
起点で接続する島根県道・広島県道115号波佐芸北線は広島県山県郡北広島町西八幡原で広島県道307号八幡雲耕線と接続するが、都府県境を挟むわずかな距離を隔てて同じ都府県道番号を持つ路線が存在するのは珍しい。

### 路線データ
- 起点：浜田市金城町波佐（島根県道・広島県道115号波佐芸北線交点）
- 終点：益田市匹見町匹見（国道488号交点）
- 実延長：24.1 km
- 冬期閉鎖区間：浜田市金城町波佐（起点） - 益田市匹見町道川間（4.8 km、12月15日 - 翌年3月15日）

## 歴史
- 1958年（昭和33年）6月13日 - 島根県告示第525号により認定される。
- 1969年（昭和44年）11月3日 - 那賀郡金城村が町制施行したことにより起点の地名が変更される（那賀郡金城村波佐→那賀郡金城町波佐）。
- 1972年（昭和47年）8月1日 - 島根県の県道番号再編により現行の県道番号に変更される。
- 2004年（平成16年）
  - 8月4日 - 丸小山・崎田・表匹見峡三連続トンネルが開通し、表匹見峡（匹見川）沿いの隘路がほぼ解消される。
  - 11月1日 - 美濃郡の全2町（匹見町・美都町）が益田市に編入されたことにより終点の地名が変更される（美濃郡匹見町匹見→益田市匹見町匹見）。
- 2005年（平成17年）10月1日 - 浜田市と那賀郡の全町村が対等合併して改めて浜田市が設置されたことにより起点の地名が変更される（那賀郡金城町波佐→浜田市金城町波佐）。

## 路線状況

### 重複区間
- 国道191号（益田市匹見町道川）

### 道路施設

#### トンネル
- 赤谷トンネル：延長165 m、1979年（昭和54年）竣工、益田市（国道191号重複区間内）
- 平川トンネル：延長90 m、1977年（昭和52年）竣工、益田市（国道191号重複区間内）
- 丸小山トンネル：延長118 m、2004年（平成16年）竣工、益田市
- 崎田トンネル：延長576 m、2004年（平成16年）竣工、益田市
- 表匹見峡トンネル：延長2,104 m、2004年（平成16年）竣工、益田市

#### 道の駅
- 匹見峡（益田市、国道191号重複区間内）

## 地理

### 通過する自治体
- 島根県
  - 浜田市 - 益田市

### 交差する道路
| 交差する道路                      | 市町村名 | 交差する場所 | 交差する場所 |
| --------------------------------- | -------- | ------------ | ------------ |
| 島根県道・広島県道115号波佐芸北線 | 浜田市   | 金城町波佐   | 起点         |
| 国道191号 重複区間起点            | 益田市   | 匹見町道川   |              |
| 国道191号 重複区間終点            | 益田市   | 匹見町道川   |              |
| 国道488号                         | 益田市   | 匹見町匹見   | 終点         |

### 沿線
- 表匹見峡

### 峠
- 鍋滝峠（標高800 m、浜田市 - 益田市）